# Condecoracions del Japó
La següent és una llista d'ordes i medalles del Japó.

## Ordes
- Orde del Crisantem
- Orde de les Flors de Paulownia
- Orde del Sol Naixent
- Orde de la Corona Preciosa
- Orde del Tresor Sagrat
- Orde de Cultura
- Orde del Milà d'Or (derogada)
- Orde del Mèrit de la Creu Roja

## Medalles d'Honor
- Medalla d'Honor amb Galó Blau
- Medalla d'Honor amb Galó Blau Fosc
- Medalla d'Honor amb Galó Groc
- Medalla d'Honor amb Galó Morat
- Medalla d'Honor amb Galó Verd
- Medalla d'Honor amb Galó Vermell

## Medalles de Campanya
- Medalla de Guerra de l'Expedició a Formosa 1874
- Medalla de la Guerra 1894-1895
- Medalla de la Guerra 1900
- Medalla de la Guerra 1904-1905
- Medalla de la Guerra 1914-1915
- Medalla de la Guerra 1914-1920
- Medalla de l'Incident Xinès de 1931-1934
- Medalla de l'Incident Xinès de 1937-45
- Medalla de la Guerra del Gran Est Asiàtic

## Medalles Commemoratives
- Medalla Commemorativa de la Promulgació de la Constitució Imperial
- Medalla Commemorativa del 25è Aniversari de Casament
- Medalla Commemorativa del Viatge del Príncep a Corea
- Medalla Commemorativa de l'Annexió de Corea
- Medalla Commemorativa de l'Entronització Taisho
- Medalla Commemorativa de la Victòria a la I Guerra Mundial
- Medalla Commemorativa del Primer Cens Nacional
- Medalla Commemorativa de l'Entronització Showa
- Medalla Commemorativa de la Rehabilitació de la Capital
- Medalla Commemorativa del 2600è Aniversari Nacional
- Medalla Commemorativa del Cens Nacional Coreà
- Medalla de Membres de la Creu Roja
- Medalla Commemorativa de la Creu Roja de la Guerra